# シルエット (企業)
シルエット（ドイツ語: Silhouette International Schmied AG）は、1964年にオーストリアで設立されたサングラスメーカー。

## 概要
「素材がメガネを決めるのか、それともメガネの形が素材を決めるのか。素材とデザインは互いに影響し合い、創造的刺激を与える。しかし最も重要なのは、メガネをかける人のニーズである」というセンテンスをブランドコンセプトに掲げている。